# Coccorchestes otto
Coccorchestes otto is een spinnensoort uit de familie springspinnen (Salticidae). De soort komt voor in Nieuw-Guinea.